# Siona galactica
Siona galactica là một loài bướm đêm trong họ Geometridae.